# Cuneo (stacja kolejowa)
Cuneo (włoski: Stazione di Cuneo) – stacja kolejowa w Cuneo, w regionie Piemont, we Włoszech. Znajdują się tu 3 perony.

## Historia
Stacja została otwarta w dniu 7 listopada 1937